# (11356) Chuckjones
(11356) Chuckjones est un astéroïde de la ceinture principale.

## Description
(11356) Chuckjones est un astéroïde de la ceinture principale. Il fut découvert le 18 décembre 1997 à Woomera par Frank B. Zoltowski. Il présente une orbite caractérisée par un demi-grand axe de 3,03 UA, une excentricité de 0,11 et une inclinaison de 12,4° par rapport à l'écliptique.

## Origine du nom
L'astéroïde doit son nom au réalisateur de dessins animés Chuck Jones.

## Compléments